# Martin von Campe

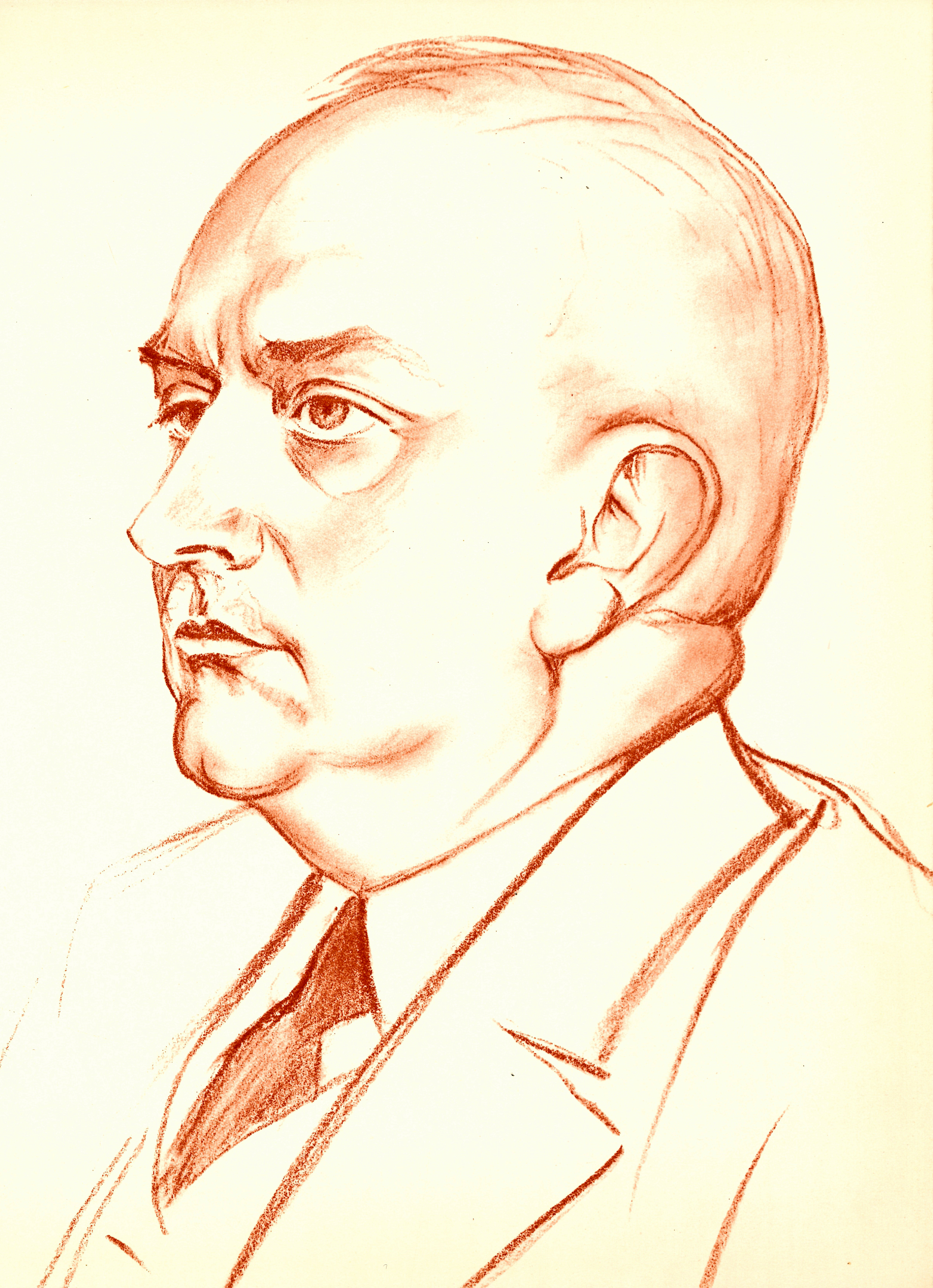
„Landeshauptmann Dr. jur. von Campe“;
Rötelzeichnung von August Heitmüller, um 1929

Martin Victor Ascania von Campe (* 25. Mai 1866 in Bückeburg; † 26. Juli 1931 in Hannover) war ein deutscher Jurist und Landeshauptmann der Provinz Hannover.

## Leben
Martin von Campe war der Sohn des Karl Heinrich Siegfried von Campe (* 30. März 1818 in Bückeburg; † 3. Februar 1879 ebenda) und der Klara Freiin von Uslar-Gleichen (* 28. Mai 1829 in Hannover; † 10. Februar 1882 in Ilten). Er wurde in der Bückeburg geboren,  der seinerzeitigen Residenzstadt des Fürstentums Schaumburg-Lippe, wenige Wochen, bevor im Deutschen Krieg und nach der Schlacht bei Langensalza das umliegende Königreich Hannover durch Preußen annektiert wurde und dadurch als „Provinz Hannover“ Teil des preußischen Staates wurde. In ebendieser preußischen Provinz durchlief Martin von Campe nach seinem Jurastudium in mehr als 35 Jahren die Beamtenlaufbahn in der Verwaltung des preußischen Staates und zuletzt als Landeshauptmann der Provinz Hannover.
Um 1929 ließ der Landeshauptmann sein Porträt durch den hannoverschen Maler August Heitmüller zeichnen und sich als vielseitig interessierten und freundlichen Menschen darstellen. So wurde er – nachdem 1927 auf Initiative von Friedrich Tewes der Abriss des Geburtshauses von Wilhelm Busch in Wiedensahl verhindert worden war – Erster Vorstandsvorsitzender der dort am 24. Juni 1930 gegründeten Wilhelm-Busch-Gesellschaft. Bei der Vorstandsarbeit standen ihm Landeskirchenrat Walther Lampe, Emil Conrad, Landessyndikus Otto Levin und Provinzialkonservator Heinrich Siebern zur Seite.
Am 12. Mai 1931 wurde von Campe die Ehrenbürgerwürde der Technischen Hochschule Hannover verliehen.

## Schriften
- Sechzig Jahre Hannoversche Provinzialverwaltung, 383 Seiten mit Abbildungen und einem Vorwort von Martin von Campe, herausgegeben vom Landesdirektorium, Hannover: Göhmannsche Buchdruckerei, 1928